# Đuro Kurepa

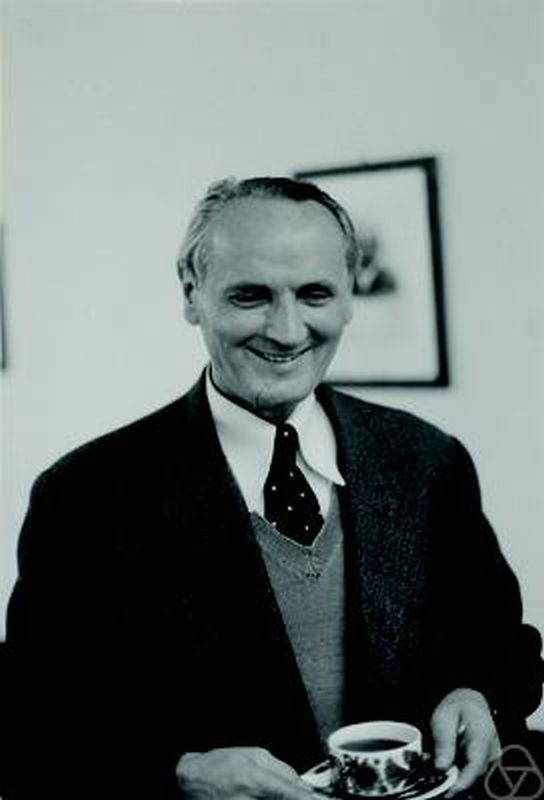
Duro (Georg) Kurepa, Erlangen 1976

Đuro Kurepa, serbisch: Ђуро Курепа, auch Dura Korepa, Djuro Kurepa (englische Transkription), George Kurepa, Georg Kurepa, (* 16. August 1907 in Majske Poljane bei Glina (Kroatien) als Durad Kurepa; † 2. November 1993 in Belgrad) war ein jugoslawischer Mathematiker, der sich mit Mengenlehre, unendlicher Kombinatorik, allgemeiner Topologie sowie Zahlentheorie befasste.

## Leben
Kurepa war das jüngste von 14 Kindern, wurde als Durad geboren und änderte seinen Namen während des Zweiten Weltkriegs in Duro. Sein Neffe Svetozar Kurepa war ebenfalls ein bekannter jugoslawischer Mathematiker. Er studierte Physik und Mathematik an der Universität Zagreb unter anderem bei dem Mathematiker Vladimir Varicak (1865–1942) mit dem Abschluss 1931. Danach war er in Paris an der Sorbonne und dem College de France und wurde 1935 bei Maurice Fréchet promoviert, wobei auch Arnaud Denjoy und Paul Montel zur Prüfungskommission gehörten. 1937 war er in Warschau bei Wacław Sierpiński und er war mehrfach in den USA (1950 Boston, Berkeley, Chicago, Los Angeles, 1959 Institute for Advanced Study, Columbia University 1959, University of Colorado in Boulder 1960). Ab 1938 war er Assistenzprofessor an der Universität Zagreb, mit voller Professur ab 1946. Ab 1943 leitete er dort das Mathematische Institut. Ab 1965 lehrte er an der Universität Belgrad, wo er auch 1968/69 Direktor des Mathematischen Instituts war.
1968 bis 1972 war er Präsident des serbischen Rats für Erziehung. 1970 bis 1980 war er Leiter des Mathematikinstituts der Serbischen Akademie der Wissenschaften (SANU).
Er hatte viele internationale Kontakte und Mathematiker wie Paul Erdős, Alfred Tarski, Pawel Sergejewitsch Alexandrow, Thomas Jech, Nikolai Alexandrowitsch Schanin und Marc Krasner besuchten Belgrad auf seine Einladung. In Princeton traf er Kurt Gödel und Albert Einstein.
In Arbeiten um 1935 (im Umfeld seiner Dissertation) führte er partiell wohlgeordnete Mengen ein (von ihm tableaux ramifiés genannt) und entwickelte die Theorie von Bäumen in der Mengenlehre und führte die Bezeichnungen Suslin- und Aronszajn Bäume ein.
Er war schon früh in den 1930er Jahren von der Unabhängigkeit der Suslin- und Kontinuums-Hypothese von den Zermelo-Fraenkel-Axiomen der Mengenlehre überzeugt.
1954/55 war er als Mitglied der CERN-Gruppe bei Gunnar Källén in Kopenhagen (wobei es auch zu einem Austausch mit Wolfgang Pauli kam). 1954 war er Invited Speaker auf dem Internationalen Mathematikerkongress in Amsterdam (Le role des mathematiques et du mathematicien a l´epoque actuelle) und Edinburgh 1958 (Some principles of mathematical education).
Er veröffentlichte anfangs auf Französisch, später vor allem auf Englisc,h aber auch auf Deutsch, Russisch und  Italienisch. Er sprach auch Spanisch und beherrschte die klassischen Sprachen.
Kurepa war zweimal verheiratet. In erster Ehe mit Ruzica Martinis, mit der er eine Tochter hatte, in zweiter Ehe mit Nada Jagic, mit der er vier Kinder hatte.
Er erhielt viele Preise in Jugoslawien, unter anderem den AVNOJ-Preis. Er war Mitglied der Serbischen (volles Mitglied seit 1988) und Jugoslawischen Akademie der Wissenschaften (assoziiertes Mitglied seit 1952) und der Akademie der Wissenschaften von Bosnien-Herzegowina (1984).
Zu seinen Doktoranden gehörten Aleksandar Ivić und Stevo Todorčević.

## Schriften
- Ensembles ordonnées et ramifiés, Dissertation, Paris 1935, publiziert in Pub. Math. Univ. Belgrad, Band 4, 1935, 1-138 (1934 erschienen dazu auch schon Aufsätze in den Comptes Rendus Acad. Sci. Paris)
- Ensembles linéaires et une classe des Tableaux ramifiés (Tableaux ramifié de M. Aronszajn), Pub. Math. Univ. Belgrad, Band 6/7, 1937/39, S. 129–160.
- Die Theorie der Mengen, Zagreb: Skolska knijga 1951 (serbisch)
- Höhere Algebra, Zagreb 1965, Belgrad 1969 (serbisch)
- Aleksandar Ivic (Hrsg.): Selected Papers of Duro Kurepa, Belgrad, Mathematisches Institut, 1996

Er war Autor oder Ko-Autor von 33 Fachbüchern in serbokroatischer Sprache und veröffentlichte über 600 Artikel.